# 雷明登MSR狙擊步槍
雷明登MSR狙擊步槍（英語：Remington MSR；MSR）是一款由美国槍械製造商雷明登軍品分公司（英語：Remington Military Products Division（MPD），雷明登武器公司的分部門）所研製、生產及銷售的手動狙擊步槍，可發射7.62×51毫米北約／.308 Winchester、.300溫徹斯特麥格農（.300 Win Mag，7.62×67毫米）、.338拉普麥格農（.338 Lapua Mag，8.6×70毫米或8.58×70毫米）和.338諾瑪麥格農（.338 Norma Mag，8.59×63.5毫米）等口徑的步枪子彈。被美國特種作戰司令部所採用並命名為Mk 21精密狙擊步槍。

## 歷史
雷明登MSR狙擊步槍在2009年推出，研發目的是參與2009年1月15日美國特種作戰司令部發出的一項名為精密狙擊步槍（簡稱：PSR）的合同並作為其中一個.338口徑狙擊平台，與其他槍械製造商所全新研製或既有型號的改進型進行競標。與其他精密狙擊步槍的候選型號相比，雷明登MSR的設計優勢是採用了模塊化設計，靈活性亦比較大。
目前雷明頓公司更已經為MSR申請专利。亦可以在美國購買民用型，價格約為$3,500。
2013年3月7日，宣布雷明登MSR被為精度狙擊步槍競標中的獲勝者。同年3月8日，雷明登宣布其MSR在精密狙擊步槍競標中擊敗了其他的競標樣槍勝出，並於同年3月9日被公開證實。其次是他們將被授予一份在未來10年交付5,150枝步槍連消聲器，連同4,696,800發子彈，價值合共$79,700,000的合同。同年9月12日，已將該合同授予雷明登軍品分公司以生產該狙擊步槍，同時還會採用另外兩家公司的其他系統組件，分別是巴恩斯子彈的彈藥和先進的武器裝備總公司的消焰器／制退器和消聲器；而這三家公司本身都是自由集團的註冊成立子公司。
2015年，美國陸軍正在考慮以PSR取代常規狙擊手所使用的.300溫徹斯特麥格農口徑M2010增強型狙擊步槍和.50 BMG口徑巴雷特M107長程狙擊步槍，雖然還沒有作出決定。美國海軍陸戰隊也考慮以Mk 21取代他們使用的M40A5狙擊步槍，但由於該系統，尤其是彈藥的成本比起7.62×51毫米北約口徑的M40A5較為高昂，Mk 21不太可能會獲得採用。最終會取代M40A5的有可能是其改進型M40A7。
然而在2017年底，由於MSR狙擊步槍的品質嚴重不合格，被決定當時的Mk 21違反了特種作戰司令部的要求，並且迫使司令部藉由啟動先進狙擊步槍（ASR）計畫重新競標，並於2019年由巴雷特MRAD中標後命名為Mk 22先進狙擊步槍解決方案。

## 設計細節

### 特色
雷明登MSR採用了模塊化設計，整個系統都裝在一個耐腐蚀性的全鋁合金製造的底座（亦可稱為底盤）上，這個底座包括彈匣插座、擊發機座和前托在內，鈦合金製成的機匣安裝在底座上。自由浮動式槍管通過钢製的大型槍管節套固定在機匣上，以八角型前托包覆在外面，前托則以螺絲從前托的頂部（6顆）及其後端（2顆）鎖緊。改變口徑時需要更換的零件包括槍管、槍機頭和彈匣，這樣就能在7.62×51毫米北約／.308 Winchester口徑、.300溫徹斯特麥格農（.300 Win Mag，7.62×67毫米）、.338拉普麥格農（.338 Lapua，8.6×70毫米或8.58×70毫米）和.338諾瑪麥格農（8.59×63.5毫米）口徑之間轉換，轉換口徑的時間只需要幾分鐘。雷明登MSR的多個零部件都有黑色和沙色兩種外表塗裝。

### 槍管
雷明登MSR的比賽等級自由浮動式槍管的外表面有縱向長型凹槽，既能夠減輕重量也增加了剛性，而且提高了散熱效率，槍管精度壽命估計大於2,500發。槍管長度有4種，分別為508毫米（20英吋）、558.8毫米（22英吋）、609.6毫米（24英吋）、685.8毫米（27英吋）。自由浮動式槍管除了與機匣連接外，與整個前托都不接觸。

### 護木
雷明登MSR的前托為八角型設計，以螺絲從前托的頂部（6顆）及其後端（2顆）鎖緊以包覆。具有多個槍背帶環安裝位置，前托帶有大量散熱孔，既減輕重量也能加快降溫。內部還預留一個獨特的戰術配件電線管理系統，平底式設計提高射擊時的穩定性。包裹槍管的管狀前托的另一個優點是減少槍管發熱產生的上升空氣導致光學瞄準鏡影像產生的扭曲現象，因此不需要像一些狙擊步槍以一條長織帶遮蔽在槍管上方的方式解決海市蜃楼的問題。

### 槍機
雷明登MSR採用了一個全新設計的旋轉後拉式槍機和機匣，取代了雷明登武器公司著名產品雷明登700步槍系列所採用的雙大型鎖耳型毛瑟式槍機和圓形機匣。所有的槍栓皆具有三個鎖耳（英語：Lug），整體為三角形截面，槍機開鎖及閉鎖時只需要60°旋轉。槍栓可通過擊針將插梢從槍機主體移除後拆卸。拉機柄可隨意設置在左側或右側。槍機表面有耐腐蝕的Trinyte式塗層以防止腐蚀。槍機釋放並非常靈巧以便更換槍機。

### 膛口裝置
雷明登MSR的槍口以上裝上了先進武器裝備公司（簡稱：AAC）的消焰／制退器，可減少後座力、槍口上揚和槍口焰，並能夠利用其裝上先進武器裝備公司的“泰坦”型（英語：Titan）快速安裝及拆卸式消聲器。當發射.338拉普麥格農子彈時，泰坦型消聲器能夠減少98％槍口焰和60％的後座力，而且能夠降低32分貝（A）槍口噪音。泰坦消聲器是由5級钛合金所製造，長度為254毫米（10英寸），直徑47毫米（1.85英寸），重量為687.48克（24.25盎司），表面具有鉬樹脂塗層。當安裝在MSR的槍口時，雷明登MSR全長度增加223.52毫米（8.8英寸）。

### 擊發機構
擊發機構也安裝在鋁合金底座內，原廠稱其為X-Mark Pro火控，扳機扣力從11.4—20.4牛頓（2.5—4.5磅力）之間可調。

### 槍托
雷明登MSR的槍托安裝在底座的尾部，攜行時可向右側折疊以縮短全長。槍托上的大孔用以容納拉機柄的大型握扣前端，防止槍機在運輸過程中損壞或掉失。槍托具有一個以內置轉盤轉動調節支架長度及以轉用按鈕調節高度的槍托底板（英語：Buttplate），長度可在315至366毫米（12.4至14.4英寸）之間調節。而托腮板的高度調節範圍則有44.5毫米（1.75英寸），同時以內置轉盤轉動調節支架，亦可把托腮板向前或向後調整位置。這些調整選項需要通過內六角扳手扭鬆及緊鎖，可以令射手可以按照他們的個人喜好自行調整各種尺寸和形狀的雷明登MSR的折疊式槍托，這是一個比較罕見的多功能折疊式槍托。另外還有三條MIL-STD-1913戰術導軌分別在槍托左右兩側和底部。左右兩側的戰術導軌可按照射手需要用以安裝額外的槍背帶環，而後腳架則連接到槍托底部。

### 供彈方式
雷明登MSR是由一個可拆卸彈匣從下機匣彈匣口供彈，取代過去的狙擊步槍（雷明登M24及M40狙擊步槍）沿用自獵用步槍（雷明登700步槍系列）設計的固定彈倉，讓射手即使要面對大量目標也能夠維持不會很快就中斷的火力。彈匣具有雙排和單排兩種，容彈量也不相同，其中7.62×51毫米北約口徑、.338拉普麥格農和.338諾瑪麥格農口徑有5發和10發兩種可選，而.300溫徹斯特麥格農則只有7發，彈匣表面均有耐腐蝕的特氟隆（英語：Teflon）塗層。彈匣卡榫就在扳機護環內，射手可以射擊手的食指在不離開扳機護圈以下拆卸彈匣及重新裝填。

### 附件
機匣和前托的頂部（12點位置）裝有全長的MIL-STD-1913戰術導軌，雷明登MSR沒有內置其機械瞄具，必須利用其機匣頂部所設有的一條全長式MIL-STD-1913戰術導軌安裝日間／夜間望遠式狙擊鏡、光学瞄准镜、紅點鏡／反射式瞄準鏡、全息瞄準鏡、棱鏡式瞄準鏡、夜視儀、热成像仪和／或以戰術導軌安裝的機械瞄具作為雷明登MSR的瞄準具，亦可以使用流行的前後串連式安裝配置模式擴大瞄準具附件的加裝應用模式。專用的雷明登UNI狙擊鏡座有20、30和40 角分選項，除了具有兩個瞄準鏡安裝環的連接裝置，還預留了兼容荷魯斯（英語：HORUS）防反光罩以及帶彈道計算軟件的个人数码助理連接點。
而八角型前托上有多個導軌連接點，繞著前托的8個方向上都能安裝MIL-STD-1913戰術導軌片。每個附件導軌片具有內置式反後座鎖耳，並且有各種長度選項，以便安裝前握把、兩腳架（例如原廠的Harris LM-S兩腳架）、戰術燈、雷射瞄準器。可拆卸的導軌片保證正確的戰術配件可以安裝在正確的位置上。
安裝在底座下方的手槍握把也很容易更換，除了有其專用的手槍握把以外，與市面上各種AR-15／M16步槍式握把產品兼容以適應個別需要。
雷明登MSR的其他配件包括硬式攜帶盒、軟式攜帶袋、清潔套件和操作手冊，以及根據客戶訂單的要求選擇配備軍械士專用零部件清單包和備用零件。

## 使用國
- 阿尔及利亚
  - 特別干預組
- 哥伦比亚
  - 城市反恐特種部隊小組[14]
- 马来西亚
  - 馬來西亞海軍特種作戰部隊
- 巴基斯坦
- 沙烏地阿拉伯
  - 沙特阿拉伯海軍特種部隊單位（MSR 338）
- 土耳其
- 美国
  - 美國特種作戰司令部：在精密狙擊步槍（簡稱：PSR）計劃的招標中中標，獲美軍特種作戰部隊所採用，並命名為“Mk 21 Mod 0”。[6]其後由於違規而被排除在外。[12]

## 流行文化

### 电子游戏
- 2011年—：命名為「MSR」，以5發彈匣（聯機模式時可使用改裝：延長彈匣增至7發）供彈，最高攜彈量為100發（戰役模式）和40發（聯機模式），裝有預設的狙擊鏡。戰役模式之中由美國陸軍三角洲特種部隊所使用；聯機模式之中於等級66解鎖，並可以使用ACOG光學瞄準鏡、消音器、心跳探測器、延長彈匣、熱能探測式瞄準鏡、可變倍率式瞄準鏡（狙擊鏡）；生存模式之中於等級7解鎖，價格為$2,000。
- 2012年—：命名為「MSR」，以5發彈匣供彈，配備定制型托腮板和槍托底板。可以使用12倍倍率瞄準鏡、兩腳架和消聲器，奇怪地槍托不能折疊。
- 2013年—：命名為「MSR」。
- 2013年—：命名為「Rattlesnake」，預設使用木製槍身，可改用原來的鋁合金模組化槍身，以10發彈匣供彈。
- 2014年—：命名為“MRS”，發射7.62×51毫米NATO子彈，以5發彈匣供彈，攜彈量為30發。

## 外部連結
- （英文）—Modern Firearms—Remington MSR - Modular Sniper Rifle （页面存档备份，存于）
- （英文）—The Firearm Blog.com—
  - Remington Modular Sniper Rifle (MSR) （页面存档备份，存于）
  - Remington MSR Video （页面存档备份，存于）
  - Remington Wins USSOCOM PSR (Precision Sniper Rifle) Contact （页面存档备份，存于）
  - Remington Modular Sniper Rifle Review （页面存档备份，存于）
- （英文）—American Rifleman—Remington Defense Products Now Available to Civilians （页面存档备份，存于）
- （英文）—Tactical-Life.com—
  - SOCOM PSR Contenders （页面存档备份，存于）
  - Remington’s Modular Sniper Rifle .338 （页面存档备份，存于）
  - Remington Modular .338 Sniper Rifle （页面存档备份，存于）
  - Remington Purchases AAC
  - REMINGTON MSR SURGICAL SNIPER RIFLE SYSTEM （页面存档备份，存于）
  - Preview: Remington MSR | Gun Review （页面存档备份，存于）
  - AUSA 2013 Annual Meeting – First Look （页面存档备份，存于）
  - Remington Defense Releases 7 New Rifles to Civilian Market （页面存档备份，存于）
- （英文）—Shooting Illustrated—Remington Defense Products Now Available Commercially
- （英文）—Remington MSR: Modular Sniper Rifle :: Guns Holsters and Gear
- （英文）—Daily Bulletin—Remington MSR （页面存档备份，存于）
- （英文）—YouTube上的Remington's new M24E1 (XM2010) and MSR (SOCOM PSR Project Gun)
- （英文）—YouTube上的Remington MSR .338 Lapua AAC Titan suppressor - 2011 Silencer Shoot
- （英文）—YouTube上的Remington MSR SHOT Show Vid - LEAKED!!
- （简体中文）—D Boy Gun World（槍炮世界）—Mk21 MOD 0（雷明顿MSR）狙击步枪 （页面存档备份，存于）
- （简体中文）—《现代军事》2011年第5期—美国陆军的新型狙击步枪